# 제30회 세자르상
제30회 세자르상은 2005년 2월 26일에 열린 시상식이다.

## 수상 및 후보

### 작품상
- 게임스 오브 러브 앤 찬스 - 압델라티프 케시시 수상

### 감독상
- 게임스 오브 러브 앤 찬스 - 압델라티프 케시시 수상

### 남우주연상
- 킹스 앤 퀸 - 마티유 아말릭 수상

### 여우주연상
- 밀물이 되면 - 욜랜드 모로 수상

### 남우조연상
- 거짓말, 배신, 그리고 더 많은 관계들... - 클로비스 코르니악 수상

### 여우조연상
- 인게이지먼트 - 마리옹 꼬띠아르 수상

### 신인남우상
- 인게이지먼트 - 가스파르 울리엘 수상

### 신인여우상
- 게임스 오브 러브 앤 찬스 - 사라 포레스티에 수상

### 각본상
- 게임스 오브 러브 앤 찬스 - 압델라티프 케시시 수상

### 촬영상
- 인게이지먼트 - 브루노 델보넬 수상

### 의상상
- 인게이지먼트 - 매들린 폰테인 수상

### 음향상
- 코러스 - Daniel Sobrino 외 2명 수상

### 편집상
- 투 브라더스 - 노엘 보이슨 수상

### 음악상
- 코러스 - 브뤼노 꿀레 수상

### 미술상
- 인게이지먼트 - 엘리네 보네토 수상

### 단편영화상
- Cousines - Lyes Salem 수상

### 외국어영화상
- 사랑도 통역이 되나요? - 소피아 코폴라 수상

### 유럽영화상
- 삶은 기적이다 - 에밀 쿠스트리차 수상
- 다정한 입맞춤 - 켄 로치 수상

### 데뷔작품상
- 밀물이 되면 - 욜랜드 모로 외 1명 수상

### 공로상
- 윌 스미스 수상

## 같이 보기
- 제77회 아카데미상
- 제58회 영국 아카데미 영화상
- 제17회 유럽 영화상